# 헤더 예르겐슨
헤더 저거슨(Heather Juergensen, 1970년 1월 2일 ~ )은 미국의 배우, 각본가, 영화 제작자, 수필가이다.

## 영화
- 해머 (2007년)
- 레드 로즈 앤 페트롤 (2003년)
- 헌티드 맨션 (2003년) - 미시즈 실버만 역
- 이브의 아름다운 키스 (2001년) - 헬렌 쿠퍼 역